# Hebu (sockenhuvudort i Kina, Jiangxi Sheng, lat 27,84, long 115,39)
Hebu är en sockenhuvudort i Kina. Den ligger i provinsen Jiangxi, i den sydöstra delen av landet, omkring 110 kilometer sydväst om provinshuvudstaden Nanchang. Antalet invånare är 17 323. Befolkningen består av 8 207 kvinnor och 9 116 män. Barn under 15 år utgör 22,0 %, vuxna 15-64 år 69 %, och äldre över 65 år 8,0 %.
Runt Hebu är det ganska tätbefolkat, med 239 invånare per kvadratkilometer. Närmaste större samhälle är Sanhu, 10,4 km norr om Hebu. Trakten runt Hebu består till största delen av jordbruksmark.
Genomsnittlig årsnederbörd är 2 066 millimeter. Den regnigaste månaden är juni, med i genomsnitt 330 mm nederbörd, och den torraste är oktober, med 24 mm nederbörd.